# Coutençon
Coutençon település Franciaországban, Seine-et-Marne megyében. Lakosainak száma 265 fő (2022. január 1.). Coutençon La Chapelle-Rablais, Salins, Villeneuve-les-Bordes, Laval-en-Brie és Montigny-Lencoup községekkel határos.

## Népesség
A település népességének változása:
| Lakosok száma | 291  | 293  | 304  | 300  | 290  | 281  | 271  | 267  | 265  |
|               | 2013 | 2015 | 2016 | 2017 | 2018 | 2019 | 2020 | 2021 | 2022 |